# Robbie McEwen
Robbie McEwen (Brisbane, Queensland, 24 de junho de 1972) é um antigo ciclista profissional australiano que participou em competições de ciclismo de estrada. Sua especialidade é o sprint, sendo considerado um dos melhores sprinters do mundo durante o tempo em que esteve em actividade. Entre outros triunfos num palmarès riquíssimo, venceu 12 etapas do Tour de France e também 12 etapas do Giro d'Italia.